# Samuel S. Chamberlain
Ne doit pas être confondu avec Samuel Chamberlain.
Samuel Selwyn Chamberlain (25 septembre 1851-25 janvier 1916) est un journaliste, patron de presse et homme d'affaires américain.

## Biographie
Né le 25 septembre 1851 à Walworth, dans l'État de New York, Samuel Selwyn Chamberlain est le fils d'Ivory Chamberlain, directeur du prestigieux quotidien New York World. Il commence sa carrière comme journaliste dans un autre quotidien de la ville, le New York Herald, de James Gordon Bennett junior de 1875 à 1879. Ce dernier lui demande ensuite de s'expatrier à Paris pour superviser la fondation des quotidiens The Morning News et Le Matin.
Il travaille ensuite pour le patron de presse américain William Randolph Hearst, qui lui confiera la relance du San Francisco Examiner, dont il fait un investissement rentable, et le New York Morning Journal, puis l'incite à fonder le Boston American. Il est mort à San Francisco en Californie, le 25 janvier 1916.